# كوري ماي
كوري ماي (بالإنجليزية: Corey May)‏ هو كاتب سيناريو ومنتج أفلام أمريكي . أسس شركة إنتاج في لوس أنجلوس و يعمل في صناعات الأفلام وألعاب الفيديو والإنترنت . و هو الكاتب الرئيسي لسلسلة أساسنز كريد ، حيث عمل ماي بشكل أساسي على أساسنز كريد وأساسنز كريد 2 وأساسنز كريد 3 ، كما قدم المساعدة لكل من جيفري يوهالم كاتب أساسنز كريد: برذرهود وداربي مكديفيت كاتب أساسنز كريد ريفليشنز .

## بعض أعماله كـ كاتب سيناريو
- برنس أوف بيرشيا: واريور ويذن (2004)
- برنس أوف بيرشيا: ذا تو ثرونز (2005)
- أساسنز كريد (2007)
- أساسنز كريد 2 (2009)
- أساسنز كريد: برذرهود (2010)
- أساسنز كريد: ريفليشنز (2011)
- أساسنز كريد 3 (2012)
- أساسنز كريد IV: بلاك فلاغ (2013)

## روابط خارجية
- كوري ماي على موقع IMDb (الإنجليزية)